# 新埔張氏家廟
新埔張氏家廟，俗稱張家祠，是位於臺灣新竹縣新埔鎮的一處祠堂，該建築為張氏宗族的祠堂，目前已指定為新竹縣縣定古蹟。

## 沿革
張家祠的建立可追溯至約於同治7年（1868年）由富紳張雲龍（1804-1880）建立，家祠建築則於同治9年（1870年）竣工。原先的祠堂則在明治28年（1895年）乙未戰爭期間的火燒新埔街事件中燒毀。
明治41年（1908年），張家祠由張修德重建，建築改為一堂二橫規模。目前張家祠仍作為祠堂使用，但已無人居住。2006年7月24日，張家祠由新竹縣政府指定為縣定古蹟。由於建物年久失修，新竹縣政府於在2017年7月17日進行張家祠的修復工程。2020年，修復完工的張氏家廟轉為「張爺爺兒童故事屋」，成為新竹縣首座以宗祠家廟為兒童主題的文化設施，並在同年12月12日舉行竣工暨開館典禮。目前建築由張氏家族管理。

## 建築設計

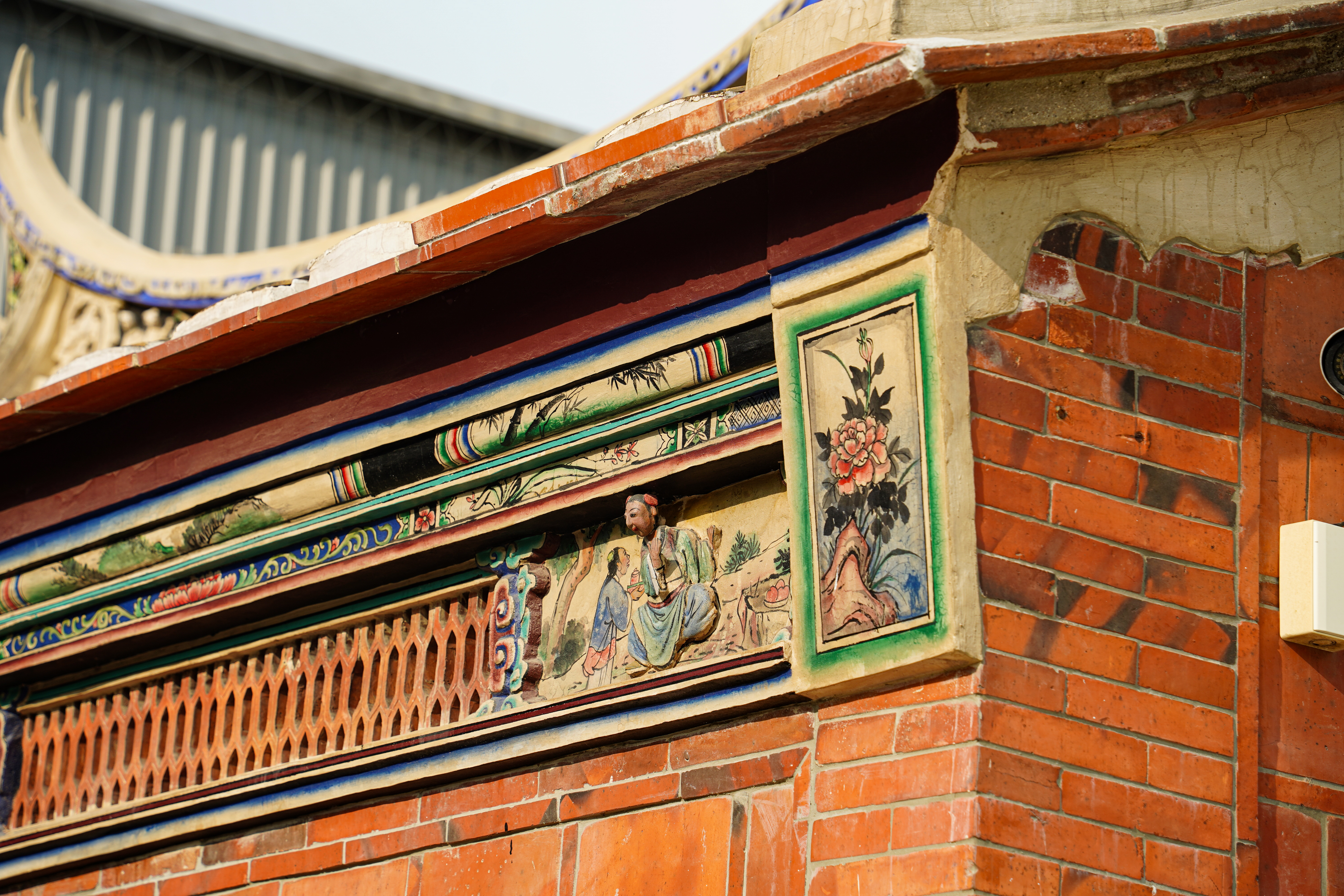
張氏家廟牆壁彩繪

張氏家廟為一堂二橫屋規模之建築物，前設有一個禾埕，建築前方設有院牆做為空間界限，祠堂正身面寬五間，最初作為祭祀及劉人辦公使用，正門懸掛「張氏家廟」扁額。正身、落廒及左右橫屋屋棟則為燕尾脊，牆身磚砌則為斗子砌，並靠近屋簷處設有水車堵，此外建築外觀也裝飾包括磚雕、剪黏、濕壁畫、木雕、石雕等元素。
室內部分，張氏家廟堂內主祀張雲龍之父張琳志及張琳志派下六大房祖先牌位，神龕上懸掛「忠勇愛國」、「木本水源」匾額，堂內左側掛有光緒年間繪製的張雲龍畫像，正堂旁次間則是張氏後人所居住的空間。